# Saint-Martin-des-Olmes
Saint-Martin-des-Olmes település Franciaországban, Puy-de-Dôme megyében. Lakosainak száma 312 fő (2022. január 1.). Saint-Martin-des-Olmes Ambert, Grandrif, Marsac-en-Livradois és Saint-Just községekkel határos.

## Népesség
A település népessége az elmúlt években az alábbi módon változott:
| Lakosok száma | 268  | 283  | 298  | 287  | 287  | 287  | 295  | 304  | 312  |
|               | 2013 | 2015 | 2016 | 2017 | 2018 | 2019 | 2020 | 2021 | 2022 |